# Melrose (thị trấn), Wisconsin
Melrose là một thị trấn thuộc quận Jackson, tiểu bang Wisconsin, Hoa Kỳ. Năm 2010, dân số của thị trấn này là 461 người.